# Die Putin-Interviews
Die Putin-Interviews/Interview mit Putin (engl. The Putin Interviews) ist ein vierteiliger Dokumentarfilm aus dem Jahr 2017 unter der Regie von Oliver Stone über den Präsidenten der Russischen Föderation Wladimir Putin, der von manchen Kritikern als Propaganda für Putin eingeschätzt wurde. Der Slogan des Films ist „know your enemy“ (deutsch „Kenne deinen Feind“).
Oliver Stone und Wladimir Putin unterhielten sich in den Jahren 2015 bis 2017 über die Beziehungen zwischen Russland und den Vereinigten Staaten, die NATO-Osterweiterung, den Einsatz von Raketenabwehr in Europa, den Bürgerkrieg in Syrien und den russischen Krieg in der Ukraine sowie die Aktivitäten von Edward Snowden. Im Film spricht Oliver Stone auch über Details in Putins Biographie, die zuvor unbekannt waren.

## Handlung
Der Film besteht aus vier Teilen mit jeweils einer Stunde Laufzeit und ungefähr vier Stunden Gesamtdauer. Inhalte des Interviews sind die Ereignisse aus der Vergangenheit, zum Beispiel Putins Kindheit und seine Eltern betreffend sowie der Zerfall der Sowjetunion in den 1990er Jahren. Des Weiteren sprachen sie über die angebliche Einmischung amerikanischer Geheimdienste in den Tschetschenienkrieg, über den aktuellen Stand der russisch-amerikanischen Beziehungen, über US-Präsident Donald Trump und die Vorwürfe der Einmischung Russlands in US-Wahlen, über die Beziehungen zur NATO, die Lage in Syrien, die Ukraine und weitere Themen.
Während dieser Interviews beantwortete Wladimir Putin Stones Fragen über seine berufliche Karriere, seine Beziehungen zu den US-Präsidenten Bill Clinton, George W. Bush, Barack Obama und Donald Trump sowie seinen Amtsvorgängern Boris Jelzin und Michail Gorbatschow als Staatschefs. Sie sprachen auch über das politische Erbe von Josef Stalin und Ronald Reagan. Über die Probleme der staatlichen Überwachung und über die Flucht von Snowden nach Moskau. Der Film verwendet eine Chronik von Schlüsselereignissen, die im Interview diskutiert wurden.
Stone bezeichnete die Interviewserie selber nicht als Dokumentarfilm, sondern als «Frage- und Antwortsitzung».

## Produktion
Regisseur Oliver Stone traf sich mit Wladimir Putin während seiner Reise im Jahr 2015 zu Gesprächen mit Edward Snowden, um einen Film über ihn zu drehen.
Die Vorbereitung des Projekts „Interview mit Putin“ dauerte über zwei Jahre, in denen sich Stone wiederholt mit dem Präsidenten zum Interview traf, zuletzt nach der Wahl des US-Präsidenten. Insgesamt wurden von Juli 2015 bis Februar 2017 ungefähr 20 Stunden Interviews aufgezeichnet, die zu zwölf Gesprächen zusammengefasst wurden.
Laut Stone besteht das Hauptziel des Films darin, dass die USA ihren Standpunkt ändern, damit eine weitere Verschlechterung der Beziehungen zwischen den Ländern verhindert wird.

## Sendung
Die Premiere des Films war am 12. Juni 2017, der Rest der Serie wurde täglich bis zum 15. Juni ausgestrahlt.
Im russischen Fernsehen trug derselbe Film den Titel „Putin“.

## Rezeption
Von „schönster Propaganda“ war in der NZZ die Rede: „Es sind joviale Gespräche, in denen Stone als Stichwortgeber figuriert, damit Putin seine Propaganda anbringen kann.“
Die Süddeutsche Zeitung titelte: „Keine Dokumentation, sondern ein Autokraten-Porno“ und Die Zeit schrieb von einem Coup für Putin: „Die beste Propaganda ist immer diejenige, die andere für einen besorgen.“
Ganz ähnlich sah die Nowaja gaseta die Serie als „Werbegeschenk“, und der russische Investigativjournalist Oleg Kaschin schrieb, eigentlich hätte es gar nichts zu sagen gegeben, aber die eingeschalteten Kameras verunmöglichten es, die Konversation abzubrechen. Deren Transkript sei wohl der verrückteste Text gewesen, der je auf der Homepage des Präsidenten veröffentlicht worden sei; zu Beginn hätte er sich gar überlegen müssen, ob das nicht Sabotage hätte gewesen sein können.
Am 18. August 2017 gewann der Film beim 23. Sarajevo Film Festival den Publikumspreis in der Kategorie der Dokumentarfilme.